# Елва (волость)
Е́лва (ест. Elva vald) — волость в Естонії, адміністративна одиниця самоврядування в повіті Тартумаа.

## Географічні дані
Площа волості — 560 км2, чисельність населення на 1 січня 2017 року становила 14241 особу.

## Населені пункти
Адміністративний центр — місто Елва.
На території волості також розташовані:
6 селищ (alevik): Курекюла (Kureküla), Кяерді (Käärdi), Пуг'я (Puhja), Ранну (Rannu), Ринґу (Rõngu), Уліла (Ulila);
78 сіл (küla):
Аакре (Aakre), Аннікору (Annikoru), Астувере (Astuvere), Атра (Atra), Вагессааре (Vahessaare), Валґута (Valguta), Валлапалу (Vallapalu), Вегенді (Vehendi), Веллавере (Vellavere), Вереві (Verevi), Визівере (Võsivere), Виллінґе (Võllinge), Вігаву (Vihavu), Вяйке-Ракке (Väike-Rakke), Гелленурме (Hellenurme), Гяр'янурме (Härjanurme), Ерву (Ervu), Каарліярве (Kaarlijärve), Каймі (Kaimi), Калме (Kalme), Капста (Kapsta), Каріярве (Karijärve), Кидукюла (Kõduküla), Кіпасту (Kipastu), Кірепі (Kirepi), Кобілу (Kobilu), Конґута (Konguta), Коопсі (Koopsi), Корусте (Koruste), Куллі (Kulli), Курекюла (Kureküla), Курелаане (Kurelaane), Кюлааземе (Külaaseme), Кяо (Käo), Лапетукме (Lapetukme), Лембевере (Lembevere), Лоссімяе (Lossimäe), Маяла (Majala), Метсалаане (Metsalaane), Мийзанурме (Mõisanurme), Мяелооґа (Mäelooga), Мяеотса (Mäeotsa), Мяеселья (Mäeselja), Мялґі (Mälgi), Насья (Nasja), Нееміскюла (Neemisküla), Ноорма (Noorma), Паламусте (Palamuste), Палупера (Palupera), Палупиг'я (Palupõhja), Пастаку (Pastaku), Паю (Paju), Педасте (Pedaste), Пєерітса (Pööritsa), Пійґанді (Piigandi), Пооле (Poole), Порікюла (Poriküla), Пуртсі (Purtsi), Пюгасте (Pühaste), Райґасте (Raigaste), Раннакюла (Rannaküla), Ребасте (Rebaste), Рідакюла (Ridaküla), Рямсі (Rämsi), Сааре (Saare), Санґла (Sangla), Сууре-Ракке (Suure-Rakke), Тамме (Tamme), Таммісте (Tammiste), Теедла (Teedla), Тейлма (Teilma), Тілґа (Tilga), Тяннассілма (Tännassilma), Удерна (Uderna), Урмі (Urmi), Утуколґа (Utukolga), Ярвакюла (Järvaküla), Ярвекюла (Järveküla).

## Історія
24 жовтня 2017 року волость Елва офіційно утворена шляхом об'єднання міста-муніципалітету Елва, волостей Конґута,  Пуг'я, Ранну, Ринґу, що разом входили до складу повіту Тартумаа, а також частини територій волостей Палупера та Пука зі складу повіту Валґамаа.